# Asociación Nicaragüense Pro Derechos Humanos
La Asociación Nicaragüense Pro Derechos Humanos (ANPDH) es una organización no gubernamental nicaragüense dedicada a la defensa de los derechos humanos. Fue fundada en Miami, Estados Unidos en 1986 y financiada por el Congreso de los Estados Unidos como parte de su programa de apoyo a la Resistencia Nicaragüense durante la Revolución Sandinista. Fue constituida legalmente en Nicaragua en mayo de 1991 por Marta Patricia Baltodano F. y Dulce María Moncada B.
Actualmente está presidida por, Roberto Solórzano Chacón. Álvaro Leiva Sánchez ejerce de secretario ejecutivo.
Además de su papel de monitorización de violaciones de derechos humanos, la ANPDH es una asociación provida, que se ha manifestado recurrentemente a favor de la penalización del aborto terapéutico.

## Historia
En 1985, la oposición a la Revolución Sandinista, agrupada en la Unión Nicaragüense Opositora creó una Comisión de Derechos Humanos (UNO-CDH) con el apoyo y financiación de la administración Reagan de Estados Unidos. Un año después, en agosto de 1986, el líder de la Fuerza Democrática Nicaragüense Enrique Bermúdez disolvió la UNO-CDH dejando deudas hacia sus empleados. Durante octubre y noviembre de 1986, se fundó la Asociación Nicaragüense Pro Derechos Humanos (ANPDH) como sucesora de la UNO-CDH, esta vez sin afiliación a partidos políticos. Recibió, al menos, 2.5 millones de dólares de Estados Unidos, convirtiéndose en la segunda organización de derechos humanos con más presupuesto del mundo después de Amnistía Internacional.
La ANPDH abre oficinas en Costa Rica y Honduras, mantuvo parte del personal de la UNO-CDH y fichó como directora a Marta Patricia Baltodano, hasta entonces directora de la Comisión Permanente de Derechos Humanos. La ANPDH mantenía una oficina en un campamento contra en Honduras, donde trabajaban directamente con combatienes de la Resistencia Nicaragüense.
Desde su fundación la ANPDH fue criticada por otras organizaciones como Amnistía Internacional y Americas Watch por publicar información falsa sobre violaciones de derechos humanos por parte del gobierno sandinista. En 1989, la ANPDH encontró unas tumbas sin señalizar en Morocón con ocho cadáveres. Según la ANPDH se trataba de ocho personas degolladas por el ejército sandinista y habría identificado todos los cadáveres. Sin embargo, al menos dos de las identificaciones eran incorrectas: una se correspondía con un contra que estaba vivo y otro que había sido enterrado por su hermano en un lugar distinto. La Unión Nacional Opositora, que previamente había utilizado el caso contra los sandinistas comenzó a retractarse de sus declaraciones. Una investigación posterior realizada por el Centro Nicaragüense de Derechos Humanos (Cenidh) aseguraba que era imposible identificar los cuerpos y que la información de la ANPDH contenía contradicciones irreconciliables.
En 1991, bajo el gobierno de Unión Nacional Opositora, adquirió personalidad jurídica en Nicaragua.
En 2003 saltó a los medios el «caso Rosita.» Una niña nicaragüense de nueve quedó embarazada fruto de abusos sexuales y la Red de Mujeres contra la Violencia (RMCV) la ayudaron a ir a Nicaragua para practicarle un aborto terapéutico, que por entonces era legal en supuestos terapéuticos. En 2006 el aborto fue penalizado por completo por el gobierno de Enrique Bolaños. Un año después, la ANPDH denunció ante la fiscalía a nueve mujeres de la RMCV acusándolas de encubrir una violación, por la ayuda prestada a Rosita. Además, al haber expresado públicamente durante el caso y haber organizado manifestaciones por la despenalización del aborto, la ANPDH las acosó también de conspiración para delinquir, incitación al delito y defensa pública de un delito.

### Cierre Temporal
La Asociación Nicaragüense Pro Derechos Humanos (ANPDH), destacada en el rescate de manifestantes heridos, detenidos u hostigados en las Protestas en Nicaragua de 2018 anuncio el domingo 5 de agosto de 2018 el cierre temporal de sus oficinas debido  serias amenazas y asedio de grupos armados ilegales patrocinadas y apoyadas por el Presidente de Nicaragua Daniel Ortega y Rosario Murillo. La huida de Nicaragua del activista de derechos humanos Álvaro Leiva, tras la del popular cantautor Carlos Mejía Godoy, por amenazas atribuidas a grupos progubernamentales, disparó este las alarmas entre organismos humanitarios, la ONU y la OEA.Representantes del Mecanismo Especial de Seguimiento para Nicaragua (Meseni) y de la Oficina del Alto Comisionado de las Naciones Unidas para los Derechos Humanos (Acnudh) discutieron sobre esta situación.
En el año 2019 la Asociación Nicaragüense Pro Derechos Humanos abre sus oficinas en Costa Rica, donde ofrece servicios de manera gratuita a nicaragüenses en búsqueda de refugio que huyen de Nicaragua, a su vez, la organización de derechos humanos, en conjunto con la Unidad de Exiliados Nicaragüenses en Costa Rica ofrecen atención médica especializada a personas en situaciones de riesgo y que no pueden optar a un seguro médico en Costa Rica.